# Brave Festival
Brave Festival (tạm dịch: Lễ hội Dũng cảm, tiếng Ba Lan: Brave Festival – Przeciw Wypędzeniom z Kultury) là một trong những lễ hội văn hóa thường niên độc đáo ở Wrocław, Ba Lan. Lễ hội lần đầu tiên được tổ chức vào năm 2005 bởi Hiệp hội Văn hóa Sân khấu Gánh hát (Stowarzyszenia Kultury Teatralnej Pieśń Kozła). Đây là một sự kiện văn hóa đầy ý nghĩa được UNESCO và Ủy ban Châu Âu bảo trợ. Vị trí giám đốc Brave Festival do Grzegorz Bral đảm nhận.
Từ khi thành lập, lễ hội quy tụ dàn nghệ sĩ từ khắp nơi trên thế giới đến tham gia và thực hiện các buổi biểu diễn độc đáo. Đó có thể là những màn biểu diễn mang nét văn hóa riêng như: âm nhạc, biểu diễn sân khấu, chiếu phim hoặc triển lãm. Ngoài ra, người tham dự còn có thể mang đến nhiều tiết mục giàu truyền thống và bản sắc văn hóa vùng miền, như các khía cạnh tâm linh: Nghi thức triệu hồi, cầu nguyện, ma thuật hay mặt nạ. Tất cả đều là những hoạt động giàu ý nghĩa nhằm bảo tồn các nền văn hóa đang dần bị lãng quên và mai một trên thế giới.
Brave Festival còn có một dự án khác tên là Brave Kids với mục tiêu giới thiệu và kết nối các nghệ sĩ nhí từ các châu lục khác nhau.
Lễ hội có sự tham gia và giúp đỡ từ:
- Chủ tịch Thành phố Wroclaw - Rafal Dutkiewicz
- Bộ Văn hóa và Di sản Quốc gia (Ba Lan)
- UNESCO
- Ủy ban Châu Âu

Dưới đây liệt kê một số áp phích lễ hội qua các năm:

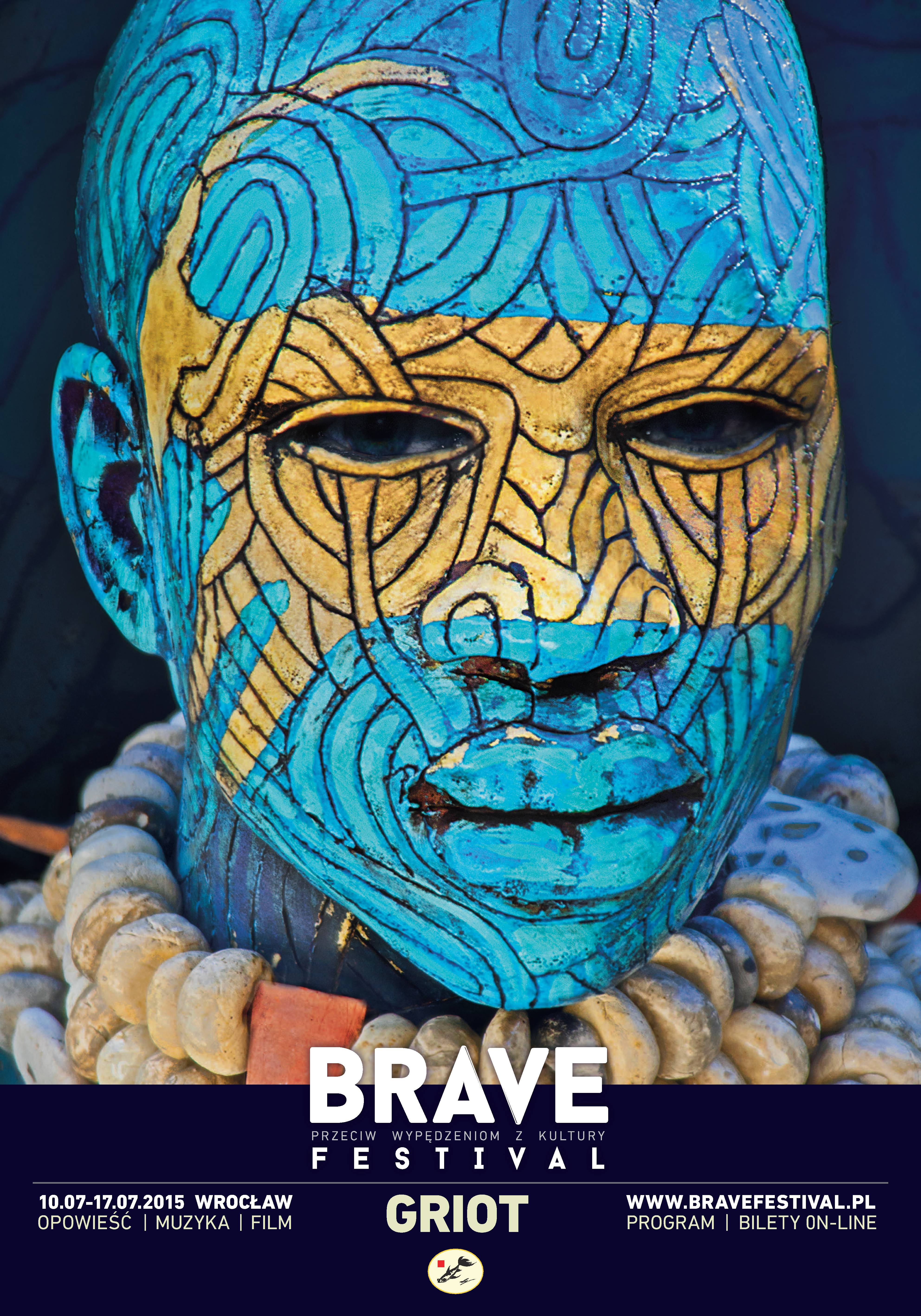
(2015)
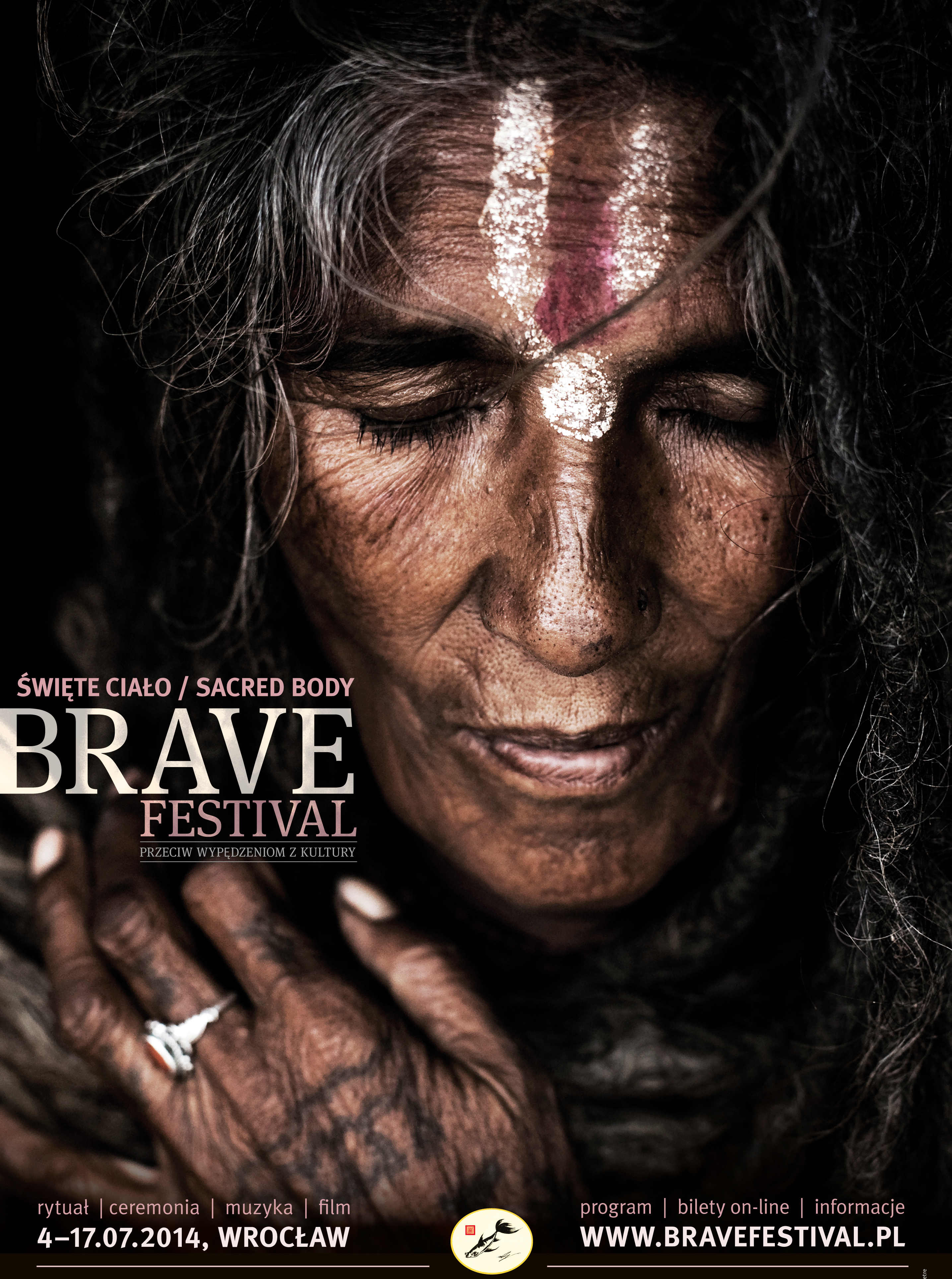
(2014)
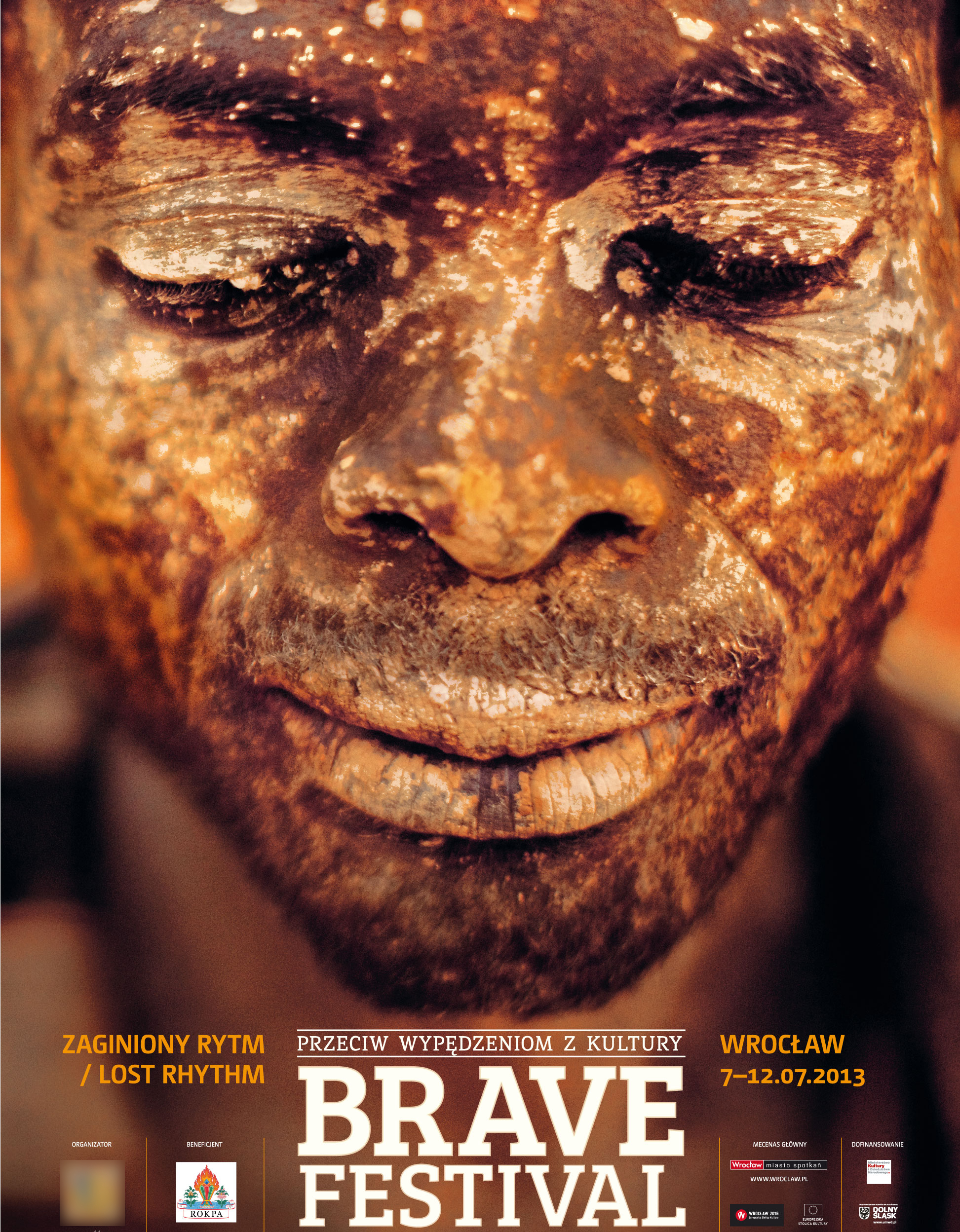
(2013)
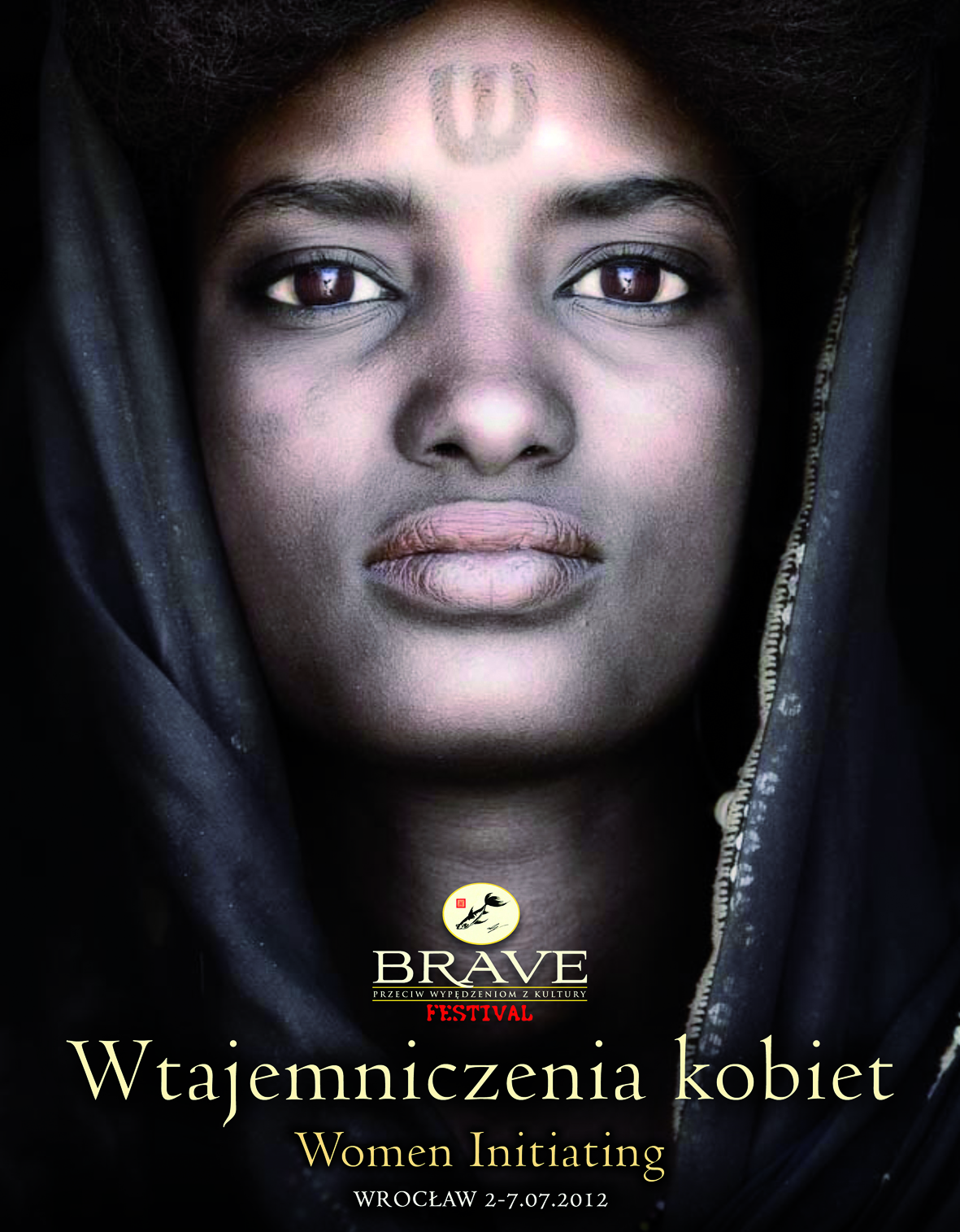
(2012)